# Waldviertler Hoftheater

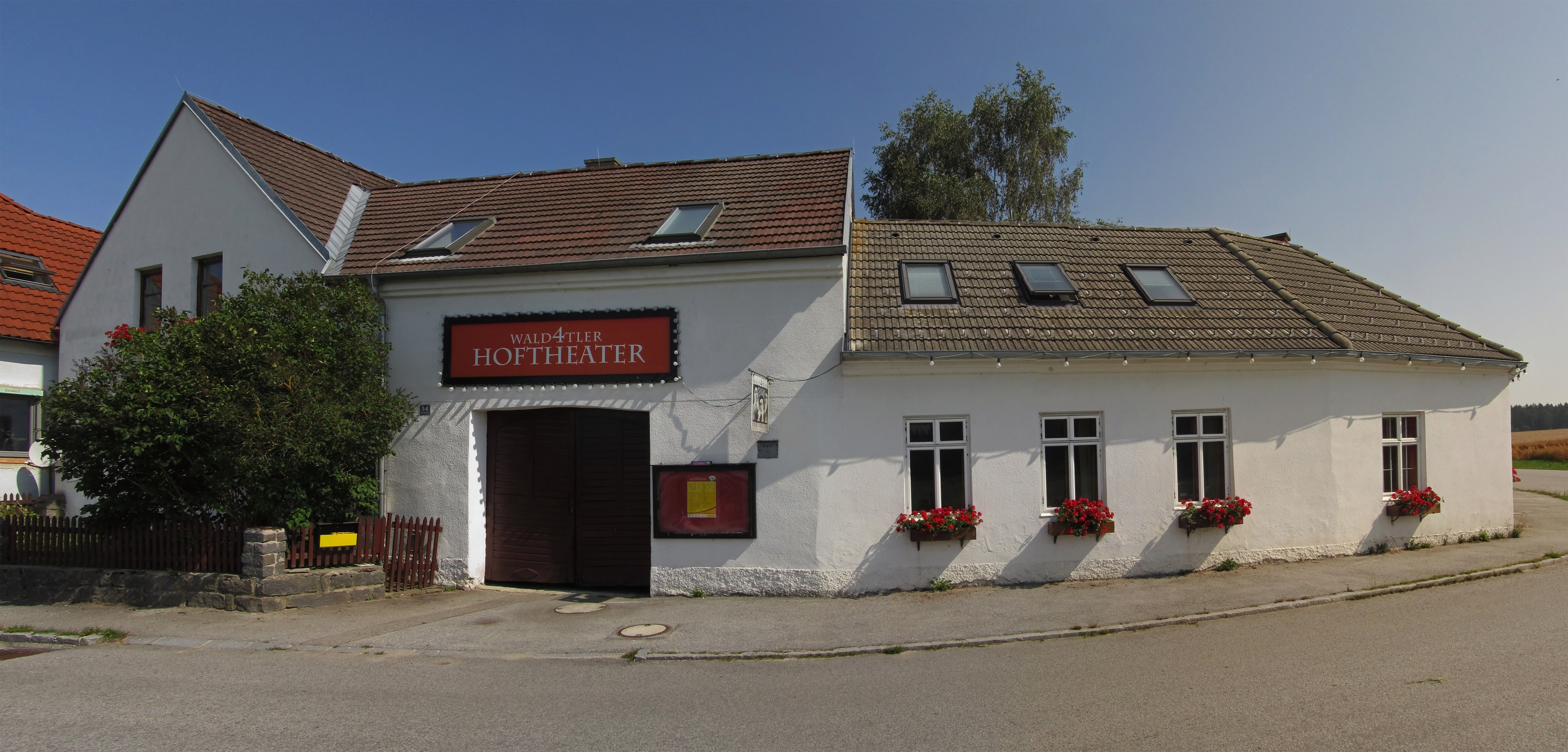
Dvorní divadlo Waldviertler Hoftheater

Waldviertler Hoftheater, je nejsevernější divadlo v Rakousku. Existuje od roku 1986 a nachází se v blízkosti hranic s Českou republikou v obci Pürbach poblíž města Schrems ve Waldviertelu. Vzniklo přeměnou starého (1886) dvora tamějšího starosty. Zakládajícím členem byl také televizní herec Wolfgang Böck (Trautmann). Režisérem byl Harald Gugenberger (1953-2015). Divadlo každoročně navštíví asi 13 000 až 15 000 diváků z regionu a zbytku Rakouska. Po zimní opravě v roce 2001 se v něm hraje celoročně. Po smrti svého zakladatele Haralda Gugenbergera v roce 2015 pokračuje ve vedení divadla jeho syn Moritz Hierländer.

## Prostor divadla
Kromě jeviště s osvětlením a dobrým hudebně-technickým zázemím má divadlo hlediště pro 178 diváků, divadelní kavárnu, bar se šampaňským a prostor, ve kterém mohou umělci z regionu Waldviertel vystavovat svá díla.

## Program
Divadelní program má rozsah od klasických dramat a moderních her až po kabaret a hudební produkci. V roce 2009 se hrála díla: Don Camillo a Peppone od Joan Toma, Alpenkönig und der Menschenfeind od Ferdinanda Raimunda, Tonspurpiraten od Uli Boettcher a Bernda Kohlhepp, Deník Anne Frankové sestavený Magdalenou Hirschal, Der Gott des Geschmelzes od Yasminy Rezy a Kdo zachrání svět.
Vrchol Nebelsteinu u Harmanschlagu vytvořil kulisu pro hru Felixe Mitterera Munde. Dílo mělo premiéru v roce 1990 na hoře Hohe Munde v Tyrolsku.

## Ostatní
V roce 2008 vznikla nová pobočka dvorního divadla z kina pro němý film ve Waldviertel. Jedná se o staré kino na hlavním náměstí tržního města Vitis. Zde se dává klasika němého filmu jako Der Golem, Nosferatu nebo Der General (1926). Filmy jsou doprovázeny, stejně jako v době němého filmu, živou hudbou.